# Discosoma
Discosoma (лат.) — род стрекающих из семейства Discosomidae отряда Corallimorpharia. Большинство видов — кораллы дискообразной формы, образуют большое количество слизи. Отличаются разнообразием окраски, включая металлические и флуоресцентные оттенки, полосатые или пятнистые.

## Биология
Discosoma собирает пищевые частицы из воды. Некоторые виды абсорбируют питательные вещества, образуемые эндосимбиотическими динофлагеллятами, живущими в ткани коралла.

## Ареал
Они встречаются в Индо-Тихоокеанском регионе, от Восточной Африки и Красного моря до Австралии и центральной части Тихого океана, а также в Карибском бассейне и Бразилии, в Атлантическом океане.

## Применение
Некоторые виды используются в декоративных целях в аквариумистике.
Из красных кораллов Discosoma sp. наряду с несколькими другими флуоресцирующими белками, выделенными из нескольких видов небиолюминесцентных кораллов был получен красный флуоресцентный белок (DsRed). Впоследствии из красного флуоресцентного белка DsRed путём направленного мутагенеза был получен целый ряд белковых флуорофов с улучшенными параметрами стабильности структуры, квантового выхода и разнообразными спектрами флуоресценции. Эти флуоресцентные белки, наряду с зелёным флуоресцентным белком из медузы Aequorea victoria и вариантами последнего, нашли широкое применение в биологических исследованиях, включая клеточную и молекулярную биологии.

## Классификация
В род включают 11  видов:
- Discosoma album (Forsskål, 1775)
- Discosoma carlgreni (Watzl, 1922)
- Discosoma dawydoffi Carlgren, 1943
- Discosoma fowleri (den Hartog, 1980)
- Discosoma fungiforme (Verrill, 1869)
- Discosoma molle (Couthouy in Dana, 1846)
- Discosoma neglecta (Duchassaing & Michelotti, 1860)
- Discosoma nummiforme Rüppell & Leuckart, 1828
- Discosoma rubraoris Saville-Kent, 1893
- Discosoma unguja Carlgren, 1900
- Discosoma viridescens (Quoy & Gaimard, 1833)